# Horologi
Horologi (via latin horologium från grekiska ὡρολόγιον, från ὥρα hṓra "timma; tid" och -o- interfix och suffix -logi; ordagrant "studiet av tid") är konsten eller vetenskapen att mäta tid. Klockor, urverk, solur, timglas, vattenur, tidtagningsur, stämpelur, atomur är samtliga exempel på instrument som används för att uppmäta tid. Nuförtiden syftar horologi på studiet av mekaniska verktyg för tidsuppmätning, medan kronometri även innefattar elektroniska instrument som allmänt har utkonkurrerat mekaniska klockor med bättre tillförlitlighet och precision.
Personer som ägnar sig åt horologi kallas horologer. Detta innefattar såväl urmakare, som fantaster och akademiska forskare.